# Емили Озмънт
Емили Джордан Озмънт (на английски: Emily Jordan Osment) e американска актриса, певица и текстописец. Тя е родена на 10 март 1992 г. в Лос Анжелис, Калифорния, САЩ. Има по-голям брат – Хейли Джоел Озмънт.
Емили Озмънт планира създаването на дебютния си албум, чийто жанр определя като „рок“. Със създаването на албума излиза и първият ѝ клип към него – All The Way Up. Има две песни: I don't think about it, The hero in me, както и съвместен проект с Мичел Мусо – If I didn't have you. Записва и песен за Disney – Once upon a dream.

## Филмография
| Година      | Филм                                                                           |  | Роля                          |
| ----------- | ------------------------------------------------------------------------------ |  | ----------------------------- |
| 2009        | Hannah Montana: the movie (Хана Монтана: Филмът)                               |  | Lilly Truscott (Лили Тръскот) |
| 2009        | Soccer Mom (Футболна майка)                                                    |  | Becca (Бека)                  |
| 2009        | Dadnapped                                                                      |  | Melissa Morris (Мелиса Морис) |
| 2006 – 2008 | Hannah Montana – TV(Хана Монтана – TV сериал)                                  |  | Lilly Truscott (Лили Тръскот) |
| 2003        | Spy Kids 3-D: Game Over (Деца шпиони 3 – Краят на играта)                      |  | Gerti Giggles (Герти Гиглес)  |
| 2002        | Spy Kids 2: Island of Lost Dreams (Деца Шпиони 2: Острова на изгубените мечти) |  | Gerti Giggles (Герти Гиглес)  |
| 1999        | Sarah, Plain and Tall: Winter's End (Сара, Плейн и Тал: Краят на зимата)       |  | Cassie Witting (Каси Луитинг) |
| 1999        | The Secret Life of Girls (Тайния живот на момичетата)                          |  | Miranda Aiken (Миранда Айкън) |

## Озвучава филмите
| Година | Филм                                                                                            |
| ------ | ----------------------------------------------------------------------------------------------- |
| 2006   | Holidaze: The Christmas That Almost Didn't Happen (Ваканция: Коледата, която почти не се случи) |
| 2005   | Lilo & Stitch 2: Stitch Has a Glitch (Лило и Стич: Стич има повреда                             |
| 2000   | Edward Fubbwupper Fibbed Big (Големия Едуард Фублупър Фибед)                                    |

## Дискография

### Студийни албуми
- Fight or Flight (2010)

### EP албуми
- All the Right Wrongs (2009)

### Сингли
- All the Way Up (2009)
- Run, Rudolph, Run (2009)
- You Are the Only One (2010)
- Let's Be Friends (2010)
- Lovesick (2011)
- Hush (2011)
- Drift (2011)

## Видеоклипове
| Видеоклип            | Премиера | Албум                |
| -------------------- | -------- | -------------------- |
| Once upon a dream    | 2008     | -                    |
| Hero in me           | 2009     | -                    |
| All the way up       | 2009     | All the right wrongs |
| You are the only one | 2010     | All the right wrongs |
| Let's be friends     | 2010     | Fight or flight      |
| Lovesick             | 2011     | Fight or flight      |

## Турнета
- Clap Your Hands Tour (2010)